# بكاريسينة
البكاريسينة (الاسم العلمي: Baccharidinae) هي عمارة من النباتات تتبع الفصيلة النجمية من رتبة النجميات.

## أجناس البكاريسينة
- البكاريس
- الشوزم